# Dwaj panowie Sieciechowie
Dwaj panowie Sieciechowie – powieść autorstwa Juliana Ursyna Niemcewicza, opublikowana po raz pierwszy w 1815 r. W kolejnych wydaniach (1817 i 1839) tytuł powieści został skrócony do postaci Dwaj Sieciechowie.
Powieść strukturalnie składa się z dwóch odrębnych części. Pierwszą z nich jest relacja narratora, który opisuje spotkanie z Florianem Sieciechem, jego matką oraz odnalezienie pamiętników. Drugą stanowią fragmenty pamiętników członków rodziny Sieciechów: Wacława Sieciecha (który był dziadkiem Floriana), oraz Stanisława Sieciecha (który jest synem Floriana). Zapiski Wacława Sieciecha dotyczą lat 1710-1717, natomiast Stanisława Sieciecha - 1808-1812. Zapiski Wacława i Stanisława Sieciechów, pisane w dwu różnych epokach, odległych od siebie o cały wiek, zostały zestawione na przemian. Po fragmencie, pisanym przez Wacława, przytoczony jest fragment autorstwa Stanisława Sieciecha. Zapiski różnią się pod wieloma względami, zarówno językiem (w tekście pisanym przez Wacława znajduje się mnóstwo makaronizmów, język Stanisława Sieciecha jest ich pozbawiony), jak również stylem, prezentują również całkowicie odmienne spojrzenie na sprawy związane z ojczyzną.

## Treść utworu
Narrator, jadąc przez pewną miejscowość pod Warszawą, spotyka Floriana Sieciecha, który był przyjacielem jego ojca. Sieciech zaprasza gościa do swego domu na obiad, gdzie ten przebywa jakiś czas, odkrywając zeszyty z rodzinnymi zapiskami Sieciechów. Za pozwoleniem Floriana narrator bierze pamiętniki do lektury i przepisuje ich fragmenty. Treścią zawartych w powieści pamiętników są właśnie fragmenty "przepisane" przez narratora.